# The Devil-in-Chief
The Devil-in-Chief est un film muet américain réalisé par Colin Campbell et sorti en 1916.

## Fiche technique
- Réalisation : Colin Campbell
- Scénario : Lanier Bartlett
- Date de sortie :
  - États-Unis : 10 janvier 1916

## Distribution
- Eugenie Besserer
- Edith Johnson
- Wheeler Oakman
- Tyrone Power Sr.